# Phrynopus bagrecitoi
Phrynopus bagrecitoi és una espècie de granota que viu al Perú. Considerada vulnerable a l'extinció per la pèrdua de l'hàbitat.